# Clarias platycephalus
Clarias platycephalus är en fiskart som beskrevs av George Albert Boulenger 1902. Clarias platycephalus ingår i släktet Clarias och familjen Clariidae. IUCN kategoriserar arten globalt som livskraftig. Inga underarter finns listade i Catalogue of Life.